# Elis Lovrić
Elis Lovrić je hrvatska pevačica i glumica. Poznata je po svojim pesmam na Labinjonskoj čakavici.

## Mladost
Elis Lovrić je rođena u Puli, a svoje detinjstvo je provela u Rabcu. Završila je Akademiju dramskih umetnosti u Zagrebu.

## Pevačka karijera
1995. godine je objavila svoj prvi album Simple girl, a 2007. album My land. Njen najpoznatiji album Merika je objavljen 13. maja 2017. godine i sadrži pesme i balade istarske muzičke lestvice. U septembru 2018. je objavila verziju albuma na portugalskom jeziku pod nazivom O canto da Istria. Nakon objave portugalske verzije imala je veliku turneju po Brazilu.
Krajem 2017. Lovrić je započela sa radom na svom četvrtom studijskom albumu. Njena pesma "Sretno ti bilo" objavljena je u junu 2018. godine, a kasnije je izvedena na 58. Splitskom festivalu. 17. januara 2019. godine Lovrić je proglašena za jednog od 16 učesnika Dore 2019, hrvatskog nacionalnog izbora za Pesmu Evrovizije 2019. Na Dori je pevala pesmu All I Really Want.  Završila je takmičenje kao sedmoplasirana, sa ukupno osam bodova. 25. januara 2019. objavljeno je da će četvrti album biti objavljen u 2020. godini.
21. novembra 2019. godine najavljeno je da će se Lovrić takmičiti na 67. izdanju Zagrebačkog festivala pesmom "Vidim da si tu". 23. decembra 2019. godine Lovrić je proglašena za jednog od 16 učesnika Dore 2020, nacionalnog izbora za Pesmu Evrovizije 2020. Ovaj put je pevala pesmu Jušto koja je bila na Labinjonskoj čakvici. Nastupila je prva, a njen završni plasman je bilo dvanaesto mesto od 16 pesama sa 12 osvojenih poena.

## Glumačka karijera
Kao glumica Elis je radila u pozorištima u Hrvatskoj i Italiji. Zahvaljujući svom poznavanju pet jezika (hrvatski, engleski, italijanski, nemački i portugalski) učestvovala je u nekim međunarodnim projektima. Ostvarila je uloge i u filmovima Ovdje nema nesretnih turista iz 1998. godine i Jerusalimski sindrom iz 2004. godine.

## Diskografija
- Merika (2017)
- Tić (2017)
- Sretno ti bilo (2018)
- All I really Want (2019)
- Od kad te poznon (2019)
- Vidim da si tu (2020)
- Jušto (2020)